# Delosperma schimperi
Delosperma schimperi là một loài thực vật có hoa trong họ Phiên hạnh. Loài này được (Engl.) H.E.K.Hartmann & Niesler mô tả khoa học đầu tiên năm 1991.